# القايد عبد القادر بن حميدة
القايد عبد القادر بن حميدة الزايري هو أحد القادة  الذين حكموا منطقة الغربية جنوب دكالة في المغرب.

## حياته
عاش القائد لفترة طويلة في قصبته الواقعة في دوار ولاد زاير. ينحدر القائد من عائلة أصولها من منطقة أمازيغية في الأطلس المتوسط، والمعروفة باسم الزايري (من زيري بكسر الزاي و الراء معا، و معناها بالأمازيغية البدر المكتمل)، وكان القائد متورطًا في تجارة الرقيق  بين أفريقيا جنوب الصحراء الكبرى وسوس ودكالة والمناطق الشمالية من المغرب. و كان القائد يكلف واحد من خدامه المقربون، يسمى حفيظ العلمي، لبيع و شراء العبيد نيابة عنه.
كان ابنه ، محمد بن عبد القادر بن حميدة الزايري ، أيضًا قائدًا على منطقة الغربية وعاش في دار القائد بن حميدة الواقعة في مدينة الغربية. كباقي المواقع التاريخية و الأثرية الأخرى في منطقة دكالة، فإن دار القائد بن حميدة مهددة بالخراب.

## المذكرات و المراجع
1. 1 2  "Bulletin Officiel" (PDF). Périodique: 300. 08/02/1927. مؤرشف من الأصل (pdf) في 2022-08-12. {{استشهاد بدورية محكمة}}: تحقق من التاريخ في: |تاريخ= (مساعدة)
2. ↑  Amicis, Edmondo De (1882). Morocco: Its People and Places (بالإنجليزية). G.P. Putnam's Sons. Archived from the original on 2023-04-20. Retrieved 2023-04-19.
3. ↑  ابن الزيات (1220). التشوف إلى رجال التصوف. ص. 192. مؤرشف من الأصل في 2021-07-25.
4. 1 2  "Courtiers et marchands d'esclaves au Maroc sous la colonisation française" (PDF). périodique (بالفرنسية): 354. 2022. Archived from the original (PDF) on 2022-05-13.
5. ↑  Bulletins de la Société de pathologie exotique et de sa filiale de l'Ouest-Africain (بالفرنسية). Masson. 1922. Archived from the original on 2023-04-20. Retrieved 2023-04-19.
6. ↑  MATIN, LE. "Monument historique classé : la kasbah de Boulaouane menacée de ruine". lematin.ma (بالفرنسية). Archived from the original on 2023-04-20. Retrieved 2023-04-19.